# Râul Dosu Pădurii
Râul Dosu Pădurii este un curs de apă, afluent al râului Zlagna. 